# Pays-Bas aux Jeux olympiques d'été de 2012
Les Pays-Bas participent aux Jeux olympiques d'été de 2012 à Londres, au Royaume-Uni, du 27 juillet au 12 août de la même année, pour la 25e fois à des Jeux d'été.

## Cérémonies d'ouverture et de clôture
Les Pays-Bas sont la 133e délégation, après le Népal et avant la Nouvelle-Zélande, à entrer dans le stade olympique de Londres, au cours du défilé des nations durant la cérémonie d'ouverture. Le porte-drapeau de la délégation est le véliplanchiste Dorian van Rijsselberghe.
Les délégations défilent mélangées, lors de la cérémonie de clôture, à la suite du passage de l'ensemble des porte-drapeaux des nations participantes. Le drapeau néerlandais est porté cette fois-ci par la nageuse Ranomi Kromowidjojo.

## Médaillés
| Sport                  | Discipline                         | Athlète(s) | Performance   | Date       |
| Médailles d'or : 6     |                                    | |               |            |
| Cyclisme sur route     | Course en ligne féminine           | Marianne Vos |               | 29 juillet |
| Gymnastique artistique | Barre fixe hommes                  | Epke Zonderland | 16,533        | 7 juillet  |
| Hockey sur gazon       | Tournoi féminin                    | Kitty van Male Carlien Dirkse van den Heuvel Kelly Jonker Maartje Goderie Lidewij Welten Maartje Paumen Naomi van As Ellen Hoog Sophie Polkamp Joyce Sombroek Kim Lammers Eva de Goede Marilyn Agliotti Merel de Blaeij Margot van Geffen Caia van Maasakker | 2 - 0         | 10 août    |
| Natation               | 100 m nage libre femmes            | Ranomi Kromowidjojo | 53 s 00 (RO)  | 2 août     |
| Natation               | 50 m nage libre femmes             | Ranomi Kromowidjojo | 24 s 05 (RO)  | 4 août     |
| Voile                  | RS:X hommes                        | Dorian van Rijsselberghe |               | 7 août     |
| Médaille d’argent : 6  |                                    | |               |            |
| Équitation             | Saut d'obstacles par équipes       | Marc Houtzager Gerco Schroder Maikel Van der Vleuten Jur Vrieling |               | 6 août     |
| Équitation             | Saut d'obstacles individuel        | Gerco Schroder |               | 8 août     |
| Équitation             | Dressage individuel                | Adelinde Cornelissen |               | 9 août     |
| Hockey sur gazon       | Tournoi masculin                   | Jaap Stockmann Klaas Vermeulen Marcel Balkestein Wouter Jolie Roderick Weusthof Robbert Kempermann Teun de Nooijer Sander Baart Floris Evers Bob de Voogd Sander de Wijn Rogier Hofman Robert van der Horst Billy Bakker Valentin Verga Mink van der Weerden | 1 - 2         | 11 août    |
| Natation               | Relais 4 × 100 m nage libre femmes | Inge Dekker Femke Heemskerk Ranomi Kromowidjojo Hinkelien Schreuder Marleen Veldhuis | 3 min 33 s 79 | 28 juillet |
| Voile                  | Laser Radial femmes                | Marit Bouwmeester |               | 6 août     |
| Médaille de bronze : 8 |                                    | |               |            |
| Aviron                 | Huit femmes                        | Jacobine Veenhoven Nienke Kingma Chantal Achterberg Sytske de Groot Roline Repelaer van Driel Claudia Belderbos Carline Bouw Annemiek de Haan Anne Schellekens                                                                                               | 6 min 13 s 12 | 2 août     |
| BMX                    | Épreuve féminine                   | Laura Smulders | 38 s 231      | 10 août    |
| Cyclisme sur piste     | Keirin masculin                    | Teun Mulder |               | 7 août     |
| Équitation             | Dressage par équipes               | Anky van Grunsven Edward Gal Adelinde Cornelissen | 77,124        | 7 août     |
| Judo                   | Moins de 100 kg hommes             | Henk Grol | waza-ari      | 2 août     |
| Judo                   | Moins de 70 kg femmes              | Edith Bosch |               | 1er août   |
| Natation               | 50 m nage libre femmes             | Marleen Veldhuis | 24 s 39       | 4 août     |
| Voile                  | 470 femmes                         | Lobke Berkhout Lisa Westerhof |               | 10 août    |

## Athlétisme
Les athlètes néerlandais ont jusqu'ici atteint les minima de qualification dans les épreuves d'athlétisme suivantes (pour chaque épreuve, un pays peut engager trois athlètes à condition qu'ils aient réussi chacun les minima A de qualification, un seul athlète par nation est inscrit sur la liste de départ si seuls les minima B sont réussis), :
Minima A réalisé par trois athlètes
- Marathon femmes

Minima A réalisé par deux athlètes
- Heptathlon

- Marathon hommes
- Lancer du disque hommes

Minima A réalisé par un athlète
- 100 mètres femmes
- 200 mètres femmes

- 100 mètres hommes
- 200 mètres hommes
- 110 mètres haies hommes
- Décathlon

Minima B réalisé par un athlète (ou plus)
- 800 mètres femmes
- Lancer du poids femmes

- 800 mètres hommes

## Aviron
Hommes
| Athlète | Compétition                      | Séries        | Séries | Repêchage     | Repêchage | Quarts de finale | Quarts de finale | Demi-finales  | Demi-finales | Finales A     | Finales A | Finales B     | Finales B |
| Athlète | Compétition                      | Temps         | Rang   | Temps         | Rang      | Temps            | Rang             | Temps         | Rang         | Temps         | Rang      | Temps         | Rang      |
| --- | -------------------------------- | ------------- | ------ | ------------- | --------- | ---------------- | ---------------- | ------------- | ------------ | ------------- | --------- | ------------- | --------- |
| Meindert Klem Nanne Sluis | Deux sans barreur                | 6 min 25 s 90 | 3e     | -             | -         | NC               | NC               | 7 min 13 s 73 | 6e           | -             | -         | 7 min 05 s 12 | 5e        |
| Kaj Hendriks Ruben Knab Boaz Meylink Mechiel Versluis                                                                                               | Quatre sans barreur              | 5 min 55 s 99 | 2e     | -             | -         | NC               | NC               | 6 min 03 s 71 | 3e           | 6 min 14 s 78 | 5e        | -             | -         |
| Tim Heijbrock Roeland Lievens Tycho Muda Vincent Muda                                                                                               | Quatre sans barreur poids légers | 5 min 52 s 47 | 2e     | -             | -         | NC               | NC               | 6 min 01 s 37 | 3e           | 6 min 11 s 39 | 6e        | -             | -         |
| Rogier Blink Roel Braas Sjoerd Hamburger Jozef Klaassen Olivier Siegelaar Diederik Simon Mitchel Steenman Matthijs Vellenga Peter Wiersum (barreur) | Huit                             | 5 min 37 s 91 | 4e     | 5 min 27 s 98 | 3e        | NC               | NC               | NC            | NC           | 5 min 51 s 72 | 5e        | -             | -         |

Femmes
| Athlète | Compétition                 | Séries        | Séries | Repêchage     | Repêchage | Quarts de finale | Quarts de finale | Demi-finales  | Demi-finales | Finales A     | Finales A | Finales B     | Finales B |
| Athlète | Compétition                 | Temps         | Rang   | Temps         | Rang      | Temps            | Rang             | Temps         | Rang         | Temps         | Rang      | Temps         | Rang      |
| --- | --------------------------- | ------------- | ------ | ------------- | --------- | ---------------- | ---------------- | ------------- | ------------ | ------------- | --------- | ------------- | --------- |
| Elisabeth Hogerwerf Inge Janssen | Deux de couple              | 7 min 00 s 10 | 4e     | 7 min 19 s 80 | 5e        | NC               | NC               | NC            | NC           | -             | -         | -             | -         |
| Maaike Head Rianne Sigmund | Deux de couple poids légers | 7 min 10 s 49 | 4e     | 7 min 19 s 26 | 1er       | NC               | NC               | 7 min 19 s 31 | 5e           | -             | -         | 7 min 20 s 36 | 2e        |
| Chantal Achterberg Claudia Belderbos Carline Bouw Sytske de Groot Annemiek de Haan Nienke Kingma Anne Schellekens (barreur) Roline Repelaer van Driel Jacobine Veenhoven | Huit                        | 6 min 18 s 98 | 3e     | 6 min 15 s 36 | 1er       | NC               | NC               | NC            | NC           | 6 min 13 s 12 | 3e        | -             | -         |

## Badminton
Les Pays-Bas ont qualifié Jie Yao en simple femmes.
| Athlète | Compétition  | Phase de groupe  | Phase de groupe  | Phase de groupe  | Phase de groupe | 8e de finale     | Quarts de finale | Demi-finales     | Finale           | Finale |
| Athlète | Compétition  | Adversaire Score | Adversaire Score | Adversaire Score | Rang            | Adversaire Score | Adversaire Score | Adversaire Score | Adversaire Score | Rang   |
| ------- | ------------ | ---------------- | ---------------- | ---------------- | --------------- | ---------------- | ---------------- | ---------------- | ---------------- | ------ |
| Jie Yao | Simple dames |                  |                  |                  |                 |                  |                  |                  |                  |        |

## Cyclisme

### Cyclisme sur route
En cyclisme sur route, les Pays-Bas ont qualifié cinq hommes et quatre femmes.
Hommes
| Athlète             | Compétition      | Temps          | Rang |
| ------------------- | ---------------- | -------------- | ---- |
| Lars Boom           | Course en ligne  | 5 min 46 s 05  | 11e  |
| Lars Boom           | Contre-la-montre | 55 min 29 s 74 | 22e  |
| Robert Gesink       | Course en ligne  | 5 min 46 s 05  | 23e  |
| Sebastian Langeveld | Course en ligne  | 5 min 46 s 37  | 74e  |
| Niki Terpstra       | Course en ligne  | 5 min 46 s 37  | 82e  |
| Lieuwe Westra       | Course en ligne  | 5 min 46 s 47  | 97e  |
| Lieuwe Westra       | Contre-la-montre | 54 min 19 s 62 | 11e  |

Femmes
| Athlète              | Compétition      | Temps          | Rang |
| -------------------- | ---------------- | -------------- | ---- |
| Loes Gunnewijk       | Course en ligne  | hors délais    | -    |
| Ellen van Dijk       | Course en ligne  | hors délais    | -    |
| Ellen van Dijk       | Contre-la-montre | 38 min 53 s 68 | 8e   |
| Annemiek van Vleuten | Course en ligne  | 3 min 35 s 56  | 14e  |
| Marianne Vos         | Course en ligne  | 3 min 35 s 29  | 1er  |
| Marianne Vos         | Contre-la-montre | 40 min 40 s 79 | 16e  |

### Cyclisme sur piste
Vitesse
| Athlète                      | Compétition                 | Qualification | Séries                   | Quarts de finale         | Demi-finales             | Finale                   | Finale |
| Athlète                      | Compétition                 | Temps Vitesse | Adversaire Temps Vitesse | Adversaire Temps Vitesse | Adversaire Temps Vitesse | Adversaire Temps Vitesse | Rang   |
| ---------------------------- | --------------------------- | ------------- | ------------------------ | ------------------------ | ------------------------ | ------------------------ | ------ |
| Teun Mulder                  | Vitesse individuelle hommes |               |                          |                          |                          |                          |        |
| Willy Kanis                  | Vitesse individuelle femmes |               |                          |                          |                          |                          |        |
| Yvonne Hijgenaar Willy Kanis | Vitesse par équipes femmes  |               | NC                       |                          | NC                       |                          |        |

Keirin
| Athlète     | Compétition   | 1er tour | Repêchage | 2e tour | Finale |
| Athlète     | Compétition   | Rang     | Rang      | Rang    | Rang   |
| ----------- | ------------- | -------- | --------- | ------- | ------ |
| Teun Mulder | Keirin hommes |          |           |         |        |
| Willy Kanis | Keirin femmes |          |           |         |        |

Poursuite
| Athlète                                                                   | Compétition                  | Qualification | Qualification | Demi-finales        | Demi-finales | Finale              | Finale |
| Athlète                                                                   | Compétition                  | Temps         | Rang          | Adversaire Résultat | Rang         | Adversaire Résultat | Rang   |
| ------------------------------------------------------------------------- | ---------------------------- | ------------- | ------------- | ------------------- | ------------ | ------------------- | ------ |
| Levi Heimans Jenning Huizenga Wim Stroetinga Tim Veldt Michael Vingerling | Poursuite par équipes hommes |               |               |                     |              |                     |        |
| Vera Koedooder Amy Pieters Ellen van Dijk Kirsten Wild                    | Poursuite par équipes femmes |               |               |                     |              |                     |        |

Omnium
| Athlète      | Compétition   | Tour lancé | Tour lancé | Course aux points | Course aux points | Élimination | Poursuite           | Poursuite | Scratch | Scratch | Contre-la-montre | Contre-la-montre | Total | Rang |
| Athlète      | Compétition   | Temps      | Rang       | Points            | Rang              | Rang        | Adversaire Résultat | Temps     | Rang    | Temps   | Rang             | Rang             | Total | Rang |
| ------------ | ------------- | ---------- | ---------- | ----------------- | ----------------- | ----------- | ------------------- | --------- | ------- | ------- | ---------------- | ---------------- | ----- | ---- |
| Kirsten Wild | Omnium femmes |            |            |                   |                   |             |                     |           |         |         |                  |                  |       |      |

### VTT
| Athlète        | Compétition              | Temps | Rang |
| -------------- | ------------------------ | ----- | ---- |
| Rudi van Houts | Cross-country VTT hommes |       |      |

### BMX
| Athlète               | Compétition | Qualifications | Qualifications | Quarts de finale | Quarts de finale | Demi-finales | Demi-finales | Finale   | Finale |
| Athlète               | Compétition | Résultat       | Rang           | Résultat         | Rang             | Résultat     | Rang         | Résultat | Rang   |
| --------------------- | ----------- | -------------- | -------------- | ---------------- | ---------------- | ------------ | ------------ | -------- | ------ |
| Raymon van der Biezen | BMX hommes  |                |                |                  |                  |              |              |          |        |
| Twan van Gendt        | BMX hommes  |                |                |                  |                  |              |              |          |        |
| Jelle van Gorkom      | BMX hommes  |                |                |                  |                  |              |              |          |        |
| Laura Smulders        | BMX femmes  |                |                | NC               | NC               |              |              |          |        |

## Équitation

### Concours complet
| Athlète                              | Cheval            | Compétition | Dressage  | Dressage | Cross-country | Cross-country | Saut d'obstacles | Saut d'obstacles | Saut d'obstacles | Saut d'obstacles | Total     | Total |
| Athlète                              | Cheval            | Compétition | Dressage  | Dressage | Cross-country | Cross-country | Qualification    | Qualification    | Finale           | Finale           | Total     | Total |
| Athlète                              | Cheval            | Compétition | Pénalités | Rang     | Pénalités     | Rang          | Pénalités        | Rang             | Pénalités        | Rang             | Pénalités | Rang  |
| ------------------------------------ | ----------------- | ----------- | --------- | -------- | ------------- | ------------- | ---------------- | ---------------- | ---------------- | ---------------- | --------- | ----- |
| Andrew Heffernan                     | Millthyme Corolla | Individuel  |           |          |               |               |                  |                  |                  |                  |           |       |
| Tim Lips                             | Concrex Oncarlos  | Individuel  |           |          |               |               |                  |                  |                  |                  |           |       |
| Elaine Pen                           | Vira              | Individuel  |           |          |               |               |                  |                  |                  |                  |           |       |
| Andrew Heffernan Tim Lips Elaine Pen | Voir ci-dessus    | Par équipes |           |          |               |               | NC               | NC               |                  |                  |           |       |

### Dressage
| Athlète                                           | Cheval             | Compétition | 1er tour | 1er tour | 2e tour | 2e tour | 2e tour     | 2e tour | Finale | Finale | Finale      | Finale |
| Athlète                                           | Cheval             | Compétition | Score    | Rang     | Score   | Rang    | Score total | Rang    | Score  | Rang   | Score total | Rang   |
| ------------------------------------------------- | ------------------ | ----------- | -------- | -------- | ------- | ------- | ----------- | ------- | ------ | ------ | ----------- | ------ |
| Adelinde Cornelissen                              | Parzival           | Individuel  |          |          |         |         |             |         |        |        |             |        |
| Edward Gal                                        | Glock's Undercover | Individuel  |          |          |         |         |             |         |        |        |             |        |
| Patrick van der Meer                              | Uzzo               | Individuel  |          |          |         |         |             |         |        |        |             |        |
| Anky van Grunsven                                 | Salinero           | Individuel  |          |          |         |         |             |         |        |        |             |        |
| Adelinde Cornelissen Edward Gal Anky van Grunsven | Voir ci-dessus     | Par équipes |          |          |         |         |             |         |        |        |             |        |

### Saut d'obstacles
| Athlète                                                           | Cheval             | Compétition | Qualification | Qualification | Qualification | Qualification | Qualification | Qualification | Qualification | Qualification | Qualification | Qualification | Finale    | Finale        | Finale    | Finale      | Finale    | Finale  | Total     | Total |
| Athlète                                                           | Cheval             | Compétition | 1er tour      | 1er tour      | 2e tour       | 2e tour       | 2e tour       | 3e tour       | 3e tour       | 3e tour       | Barrage       | Barrage       | Finale A  | Finale A      | Finale B  | Finale B    | Barrage   | Barrage | Total     | Total |
| Athlète                                                           | Cheval             | Compétition | Pénalités     | Rang          | Pénalités     | Total         | Rang          | Pénalités     | Total         | Rang          | Pénalités     | Rang          | Pénalités | Rang          | Pénalités | Rang        | Pénalités | Rang    | Pénalités | Rang  |
| ----------------------------------------------------------------- | ------------------ | ----------- | ------------- | ------------- | ------------- | ------------- | ------------- | ------------- | ------------- | ------------- | ------------- | ------------- | --------- | ------------- | --------- | ----------- | --------- | ------- | --------- | ----- |
| Marc Houtzager                                                    | Sterrehof's Tamino | Individuel  | 0             | 1er           | 0             | 0             | 1er           | 0             | 0             | 1er           | -             | -             | 4         | 11e           | 4         | 9e          | -         | -       | 8         | 9e    |
| Gerco Schröder                                                    | London             | Individuel  | 0             | 1er           | 4             | 4             | 17e           | 4             | 8             | 11e           | -             | -             | 1         | 7e            | 0         | 2e ex aequo | 0         | 2e      | 1         | 2e    |
| Maikel van der Vleuten                                            | Verdi              | Individuel  | 0             | 1er           | 0             | 0             | 1er           | 0             | 0             | 1er           | -             | -             | Ret.      | 37e (éliminé) | –         | –           | –         | –       | –         | –     |
| Jur Vrieling                                                      | Bubalu             | Individuel  | 0             | 1er           | 8             | 8             | 31e           | 8             | 16            | 33e (éliminé) | -             | -             | –         | –             | –         | –           | –         | –       | –         | –     |
| Marc Houtzager Gerco Schröder Maikel van der Vleuten Jur Vrieling | Voir ci-dessus     | Par équipes | NC            | NC            | 4             | NC            | 2e ex aequo   | 4             | 8             | 1er ex aequo  | 4 - 8 0       | 2e            | –         | –             | –         | –           | –         | –       | –         | –     |

## Escrime
Les Pays-Bas ont qualifié Bas Verwijlen en épée individuelle hommes.
Hommes
| Athlète       | Compétition       | 1/32 de finale   | 1/16 de finale   | 1/8 de finale    | Quarts de finale | Demi-finales     | Finale           | Finale |
| Athlète       | Compétition       | Adversaire Score | Adversaire Score | Adversaire Score | Adversaire Score | Adversaire Score | Adversaire Score | Rang   |
| ------------- | ----------------- | ---------------- | ---------------- | ---------------- | ---------------- | ---------------- | ---------------- | ------ |
| Bas Verwijlen | Épée individuelle |                  |                  |                  |                  |                  |                  |        |

## Gymnastique

### Artistique
Hommes
| Athlète         | Compétition | Appareils | Appareils | Appareils | Appareils | Appareils | Appareils | Qualification | Qualification | Appareils | Appareils | Appareils | Appareils | Appareils | Appareils | Finale | Finale |
| Athlète         | Compétition | S         | CA        | A         | SC        | BP        | BF        | Total         | Rang          | S         | CA        | A         | SC        | BP        | BF        | Total  | Rang   |
| --------------- | ----------- | --------- | --------- | --------- | --------- | --------- | --------- | ------------- | ------------- | --------- | --------- | --------- | --------- | --------- | --------- | ------ | ------ |
| Epke Zonderland | Individuel  |           |           |           |           |           |           |               |               |           |           |           |           |           |           |        |        |

Femmes
| Athlète           | Compétition | Appareils | Appareils | Appareils | Appareils | Qualification | Qualification | Appareils | Appareils | Appareils | Appareils | Finale | Finale |
| Athlète           | Compétition | S         | SC        | BA        | P         | Total         | Rang          | S         | SC        | BA        | P         | Total  | Rang   |
| ----------------- | ----------- | --------- | --------- | --------- | --------- | ------------- | ------------- | --------- | --------- | --------- | --------- | ------ | ------ |
| Céline van Gerner | Individuel  |           |           |           |           |               |               |           |           |           |           |        |        |

### Trampoline
| Athlète     | Compétition | Séries | Séries | Finale | Finale |
| Athlète     | Compétition | Score  | Rang   | Score  | Rang   |
| ----------- | ----------- | ------ | ------ | ------ | ------ |
| Rea Lenders | Femmes      |        |        |        |        |

## Hockey sur gazon
Les Pays-Bas ont qualifié leur sélection masculine et féminine.

## Judo
Les Pays-Bas ont obtenu cinq places chez les hommes et quatre chez les femmes.
Hommes
| Athlète          | Compétition     | 1/32 de finale      | 1/16 de finale      | 1/8 de finale       | Quarts de finale    | Demi-finales        | Repêchage 1         | Repêchage 2         | Finale              | Finale |
| Athlète          | Compétition     | Adversaire Résultat | Adversaire Résultat | Adversaire Résultat | Adversaire Résultat | Adversaire Résultat | Adversaire Résultat | Adversaire Résultat | Adversaire Résultat | Rang   |
| ---------------- | --------------- | ------------------- | ------------------- | ------------------- | ------------------- | ------------------- | ------------------- | ------------------- | ------------------- | ------ |
| Jeroen Mooren    | Moins de 60 kg  |                     |                     |                     |                     |                     |                     |                     |                     |        |
| Dex Elmont       | Moins de 73 kg  |                     |                     |                     |                     |                     |                     |                     |                     |        |
| Guillaume Elmont | Moins de 81 kg  |                     |                     |                     |                     |                     |                     |                     |                     |        |
| Henk Grol        | Moins de 100 kg | NC                  |                     |                     |                     |                     |                     |                     |                     |        |
| Luuk Verbij      | Plus de 100 kg  | NC                  |                     |                     |                     |                     |                     |                     |                     |        |

Femmes
| Athlète                | Compétition    | 1/16 de finale      | 1/8 de finale       | Quarts de finale    | Demi-finales        | Repêchage 1         | Repêchage 2         | Finale              | Finale |
| Athlète                | Compétition    | Adversaire Résultat | Adversaire Résultat | Adversaire Résultat | Adversaire Résultat | Adversaire Résultat | Adversaire Résultat | Adversaire Résultat | Rang   |
| ---------------------- | -------------- | ------------------- | ------------------- | ------------------- | ------------------- | ------------------- | ------------------- | ------------------- | ------ |
| Birgit Ente            | Moins de 48 kg |                     |                     |                     |                     |                     |                     |                     |        |
| Elisabeth Willeboordse | Moins de 63 kg |                     |                     |                     |                     |                     |                     |                     |        |
| Edith Bosch            | Moins de 70 kg |                     |                     |                     |                     |                     |                     |                     |        |
| Marhinde Verkerk       | Moins de 78 kg |                     |                     |                     |                     |                     |                     |                     |        |

## Taekwondo
Les Pays-Bas ont obtenu une place chez les hommes. Tommy Mollet représentera le pays dans la catégorie des moins de 80 kg.

## Tennis de table
Femmes
| Athlète                     | Compétition | Tour préliminaire | 1er tour         | 2e tour          | 3e tour          | 4e tour          | Quarts de finale | Demi-finales     | Finale           | Finale |
| Athlète                     | Compétition | Adversaire Score  | Adversaire Score | Adversaire Score | Adversaire Score | Adversaire Score | Adversaire Score | Adversaire Score | Adversaire Score | Rang   |
| --------------------------- | ----------- | ----------------- | ---------------- | ---------------- | ---------------- | ---------------- | ---------------- | ---------------- | ---------------- | ------ |
| Jiao Li                     | Simple      |                   |                  |                  |                  |                  |                  |                  |                  |        |
| Li Jie                      | Simple      |                   |                  |                  |                  |                  |                  |                  |                  |        |
| Jiao Li Li Jie Elena Timina | Par équipes | NC                |                  | NC               | NC               | NC               |                  |                  |                  |        |

## Tir
Les Pays-Bas ont qualifié un tireur pour 3 épreuves.
| Athlète           | Compétition                         | Qualification | Qualification | Finale | Finale |
| Athlète           | Compétition                         | Points        | Rang          | Points | Rang   |
| ----------------- | ----------------------------------- | ------------- | ------------- | ------ | ------ |
| Peter Hellenbrand | Carabine à 50 m 3 positions hommes  |               |               |        |        |
| Peter Hellenbrand | Carabine à 50 m tir couché hommes   |               |               |        |        |
| Peter Hellenbrand | Carabine à 10 m air comprimé hommes |               |               |        |        |

## Tir à l'arc
| Athlète          | Compétition       | Tour préliminaire | Tour préliminaire | 1er tour         | 2e tour          | 3e tour          | Quarts de finale | Demi-finales     | Finale           | Finale |
| Athlète          | Compétition       | Score             | Rang              | Adversaire Score | Adversaire Score | Adversaire Score | Adversaire Score | Adversaire Score | Adversaire Score | Rang   |
| ---------------- | ----------------- | ----------------- | ----------------- | ---------------- | ---------------- | ---------------- | ---------------- | ---------------- | ---------------- | ------ |
| Rick van der Ven | Individuel hommes |                   |                   |                  |                  |                  |                  |                  |                  |        |

## Triathlon
Les Pays-Bas ont obtenu deux places chez les femmes.

## Volley-ball

### Beach-volley
| Athlète                              | Compétition      | Tour préliminaire                                                                   | Classement | Rattrapage        | Huitièmes de finale | Quarts de finale  | Demi-finales      | Finale            | Finale |  |
| Athlète                              | Compétition      | Adversaires Score                                                                   | Classement | Adversaires Score | Adversaires Score   | Adversaires Score | Adversaires Score | Adversaires Score | Rang   |  |
| ------------------------------------ | ---------------- | ----------------------------------------------------------------------------------- | ---------- | ----------------- | ------------------- | ----------------- | ----------------- | ----------------- | ------ |  |
| Reinder Nummerdor Richard Schuil     | Tournoi masculin | Poule E Hernández – Villafañe (VEN) Erdmann – Matysik (GER) Pļaviņš – Šmēdiņš (LAT) |            |                   |                     |                   |                   |                   |        |  |
| Sanne Keizer Marleen van Iersel      | Tournoi féminin  | Poule D Baquerizo – Fernández (ESP) Kessy – Ross (USA) Gallay – Zonta (ARG)         |            |                   |                     |                   |                   |                   |        |  |
| Madelein Meppelink Sophie van Gestel | Tournoi féminin  | Poule E Antonelli – Antunes (BRA) Bawden – Palmer (AUS) Goller – Ludwig (GER)       |            |                   |                     |                   |                   |                   |        |  |